# Ratolins i guineus: Una amistat d'un altre món
Ratolins i guineus: Una amistat d'un altre món (originalment en txec: Myši patří do nebe) és una pel·lícula d'animació txeca del 2021 dels directors Jan Bubeníček i Denisa Grimmová basada en el llibre homònim d'Iva Procházková. Parla del ratolí Šupito i de la guineu Bělobřich. La pel·lícula va ser seleccionada per ser projectada al Festival d'Annecy. L'estrena oficial de la pel·lícula als cinemes txecs va tenir lloc el 7 d'octubre de 2021. El 26 de novembre de 2021 es va estrenar el doblatge en català als cinemes. La pel·lícula va comptar amb el suport del Fons Estatal de Cinematografia per un import de 9,4 milions de corones txeques.

## Argument
Aquest film parla de l'esperança, de la recerca de l’amor i de la valentia, i de com acabar amb els prejudicis i superar un passat dolorós. Aquesta història demostra que tot allò que sembla un final, pot ser el principi d'una altra història, i que encara que sembli invencible, també es pot superar.

## Referència
1. 1 2 3  «České animované filmy budou po téměř 30 letech soutěžit na festivalu v Annecy».  ČTK, 22-05-2021. [Consulta: 31 maig 2021].
2. ↑  Míšková, Věra «Filmové premiéry: Myši patří do nebe, Karel, Malířka a zloděj, Titan, Ada a Nic ve zlým». Právo. Borgis, 07-10-2021 [Consulta: 7 octubre 2021].
3. ↑  «Ratolins i guineus: Una amistat d’un altre món».   Cinema en Català. [Consulta: 11 gener 2022].